# Dutch Beer Challenge 2019
De vijfde editie van de Dutch Beer Challenge vond plaats op 20 maart 2019 in Rotterdam. Zeventig Nederlandse brouwerijen stuurden gezamenlijk 441 bieren in voor deze wedstrijd.

## Winnaars
De winnaars van de Dutch Beer Challenge 2019 werden op 18 april bekendgemaakt in Theater Walhalla. De grootste winnaar van de Dutch Beer Challenge 2019 was Jopen met zeven medailles (één gouden, drie zilveren en drie bronzen). Hertog Jan Brouwerij won zes medailles, met name in de categorie 'Donker Barleywine'. Uiltje Brewing Company won vijf medailles, Brouwerij De Koningshoeven won vier medailles, en Swinkels en Bird Brewery wonnen elk drie medailles.
De Mitra Award voor 'Het Beste Bier van Nederland 2019' ging naar La Trappe Tripel van Brouwerij De Koningshoeven, een tripel die zowel de gouden medaille in zijn categorie won als de hoogste score behaalde van alle goudenmedaillewinnaars.
Hieronder een overzicht van de bieren die een medaille hebben gewonnen in de Dutch Beer Challenge van 2019.

### Amber Ale
| Bier                  | Brouwerij              | Subcategorie            | Prijs  |
| --------------------- | ---------------------- | ----------------------- | ------ |
| Amsterdam Pale Ale    | Amsterdam Brewboys     | Pale Ale/Speciale Belge | Goud   |
| Fuut Fieuw            | Bird Brewery           | Pale Ale/Speciale Belge | Zilver |
| Texels Vuurbaak       | Texelse Bierbrouwerij  | Pale Ale/Speciale Belge | Brons  |
| Jopen Jacobus RPA     | Jopen Bier             | Pale Ale/Speciale Belge | Brons  |
| Bird of Prey IPA      | Uiltje Brewing Company | IPA                     | Goud   |
| Jopen Mooie Nel       | Jopen Bier             | IPA                     | Zilver |
| IPAAP                 | PAAP Bier Broeders     | IPA                     | Brons  |
| Dr. Raptor            | Uiltje Brewing Company | Double/Imperial IPA     | Goud   |
| Shakti DIPA           | Walhalla Craft Beer    | Double/Imperial IPA     | Brons  |
| Cascade Green Sweater | Uiltje Brewing Company | Double/Imperial IPA     | Brons  |

### Blond
| Bier                       | Brouwerij                      | Subcategorie   | Prijs  |
| -------------------------- | ------------------------------ | -------------- | ------ |
| Oedipus Pilsner            | Oedipus Brewing                | Pils           | Goud   |
| Lindeboom Pilsener         | Lindeboom Bierbrouwerij        | Pils           | Zilver |
| Bavaria Premium Pilsener   | Swinkels Family Brewers        | Pils           | Zilver |
| Alfa Edel Pils             | Meens Brouwerij                | Pils           | Brons  |
| Wittekop                   | Belgica.nl                     | Saison         | Goud   |
| Reuz Saison                | Reuzenbieren                   | Saison         | Zilver |
| Datisandere Koekoek        | Bird Brewery                   | Saison         | Brons  |
| Feeks                      | Naeckte Brouwers               | Licht Blond    | Goud   |
| Pandora                    | Brouwerij Maximus              | Licht Blond    | Zilver |
| PUNT Blond                 | Heineken                       | Licht Blond    | Brons  |
| La Trappe Blond            | Bierbrouwerij de Koningshoeven | Blond-/Meibock | Goud   |
| Brand Lentebock            | Brand Bierbrouwerij / Heineken | Blond-/Meibock | Zilver |
| Hertog Jan Lentebock       | Hertog Jan                     | Blond-/Meibock | Brons  |
| Duits & Lauret Extra Blond | Brouwerij Duits & Lauret       | Zwaar Blond    | Goud   |
| Gajes                      | Bruut Bier                     | Zwaar Blond    | Zilver |
| Hertog Jan Winterbier      | Hertog Jan                     | Zwaar Blond    | Brons  |
| La Trappe Tripel           | Bierbrouwerij de Koningshoeven | Tripel         | Goud   |
| Zeezuiper                  | Scheldebrouwerij               | Tripel         | Zilver |
| Road Trip                  | DAVO Bieren                    | Tripel         | Brons  |
| Abt Tripel                 | Berne Abdijbier                | Tripel         | Brons  |

### Donker
| Bier                                              | Brouwerij                                           | Subcategorie             | Prijs  |
| ------------------------------------------------- | --------------------------------------------------- | ------------------------ | ------ |
| Het Dubbel Bier                                   | Brouwerij Vandeoirsprong                            | Licht Donker             | Goud   |
| Naeckte Non                                       | Naeckte Brouwers                                    | Licht Donker             | Zilver |
| Darkness                                          | DAVO Bieren                                         | Licht Donker             | Brons  |
| Dubbel                                            | Brouwerij Noordt                                    | Licht Donker             | Brons  |
| Sancti Adalberti Abdijbock                        | Brouwerij Egmond                                    | Bock/Dubbelbock          | Goud   |
| Opperbock                                         | Brouwerij Leeghwater                                | Bock/Dubbelbock          | Zilver |
| IJsbok                                            | Stichting Noord-Hollandse Alternatieve Bierbrouwers | Bock/Dubbelbock          | Brons  |
| HN.03                                             | Hoorns Nat                                          | Dark/Black IPA           | Zilver |
| Little Black Dress                                | Uiltje Brewing Company                              | Dark/Black IPA           | Brons  |
| Brouwhoeve Stout                                  | Brouwhoeve                                          | Stout/Porter             | Goud   |
| Nero                                              | Bierfabriek                                         | Stout/Porter             | Zilver |
| Duits & Lauret Winterstout                        | Brouwerij Duits & Lauret                            | Stout/Porter             | Zilver |
| All Black                                         | Stanislaus Brewskovitch                             | Stout/Porter             | Brons  |
| Zundert Trappist 10                               | Trappistenbrouwerij de Kievit                       | Zwaar Donker             | Goud   |
| Bolwerck 10                                       | Wilskracht Stadsbrouwerij Ravenstein                | Zwaar Donker             | Zilver |
| Zwaar Geschut Quadrupel                           | Brouwersnös                                         | Zwaar Donker             | Brons  |
| Hertog Jan Grand Prestige Vatgerijpt Bourbon 2018 | Hertog Jan                                          | Gerstewijn (Barley Wine) | Goud   |
| Hertog Jan Vatgerijpt Zuidam 2019                 | Hertog Jan                                          | Gerstewijn (Barley Wine) | Zilver |
| Hertog Jan Vatgerijpt Rutte 2019                  | Hertog Jan                                          | Gerstewijn (Barley Wine) | Zilver |
| La Trappe Quadrupel                               | Bierbrouwerij de Koningshoeven                      | Gerstewijn (Barley Wine) | Brons  |
| Russian Imperial Stout                            | Crooked Spider Brewing                              | Imperial Stout           | Goud   |
| Stevige Stout                                     | Dijk Bier                                           | Imperial Stout           | Zilver |
| Curiosité                                         | Bronckhorster Brewing Company                       | Imperial Stout           | Brons  |

### Innovatie/Speciaal
| Bier                            | Brouwerij                    | Subcategorie                | Prijs  |
| ------------------------------- | ---------------------------- | --------------------------- | ------ |
| Luxe Frambozen Stout            | Lux Brewery                  | Fruit                       | Goud   |
| Club Tropicana                  | Brouwerij Troost             | Fruit                       | Zilver |
| Aprigose                        | Jopen Bier                   | Fruit                       | Brons  |
| GROM BBA                        | Brouwerij Bliksem            | Houtgelagerd                | Goud   |
| Moordenaartje Springbank BA     | Het Brielsch Brouwersgilde   | Houtgelagerd                | Zilver |
| Rust                            | Nevel                        | Houtgelagerd                | Brons  |
| Smoked Porter                   | Brouwerij Martinus           | Rook                        | Goud   |
| Witte Rook                      | Jopen Bier                   | Rook                        | Zilver |
| Robertus Rauch                  | Sallandse Landbier Brouwerij | Rook                        | Brons  |
| Alm                             | Nevel                        | Speciaal (Minder dan 6 ABV) | Goud   |
| Winter Warming Chocolate Porter | HOOP Bier                    | Speciaal (Minder dan 6 ABV) | Zilver |
| Postiljon                       | Brouwerij Dampegheest        | Speciaal (Minder dan 6 ABV) | Brons  |
| Wheat Impact                    | Jopen Bier                   | Speciaal (Minder dan 6 ABV) | Brons  |
| Jopen NON IPA                   | Jopen Bier                   | Alcoholvrij/Alcoholarm      | Goud   |
| Bavaria 0.0% IPA                | Royal Swinkels               | Alcoholvrij/Alcoholarm      | Zilver |
| Bavaria 0.0% Original           | Royal Swinkels               | Alcoholvrij/Alcoholarm      | Brons  |
| Waerse Brut                     | De Brouwschuur               | Speciaal (Meer dan 6 ABV)   | Goud   |
| Uiltje Bar 3Y Anniversary       | Uiltje Brewing Company       | Speciaal (Meer dan 6 ABV)   | Zilver |
| Datsmaaktnaar Meerkoet          | Bird Brewery                 | Speciaal (Meer dan 6 ABV)   | Brons  |

### Tarwe-/Granenbier
| Bier                     | Brouwerij                      | Subcategorie | Prijs  |
| ------------------------ | ------------------------------ | ------------ | ------ |
| Jopen Dubbel Wit         | Jopen Bier                     | Witbier      | Zilver |
| Texels Seumerfeugel      | Texelse Bierbrouwerij          | Witbier      | Brons  |
| Hertog Jan Weizener      | Hertog Jan                     | Weizen       | Zilver |
| La Trappe Witte Trappist | Bierbrouwerij de Koningshoeven | Weizen       | Brons  |